# Hieracoesfinge

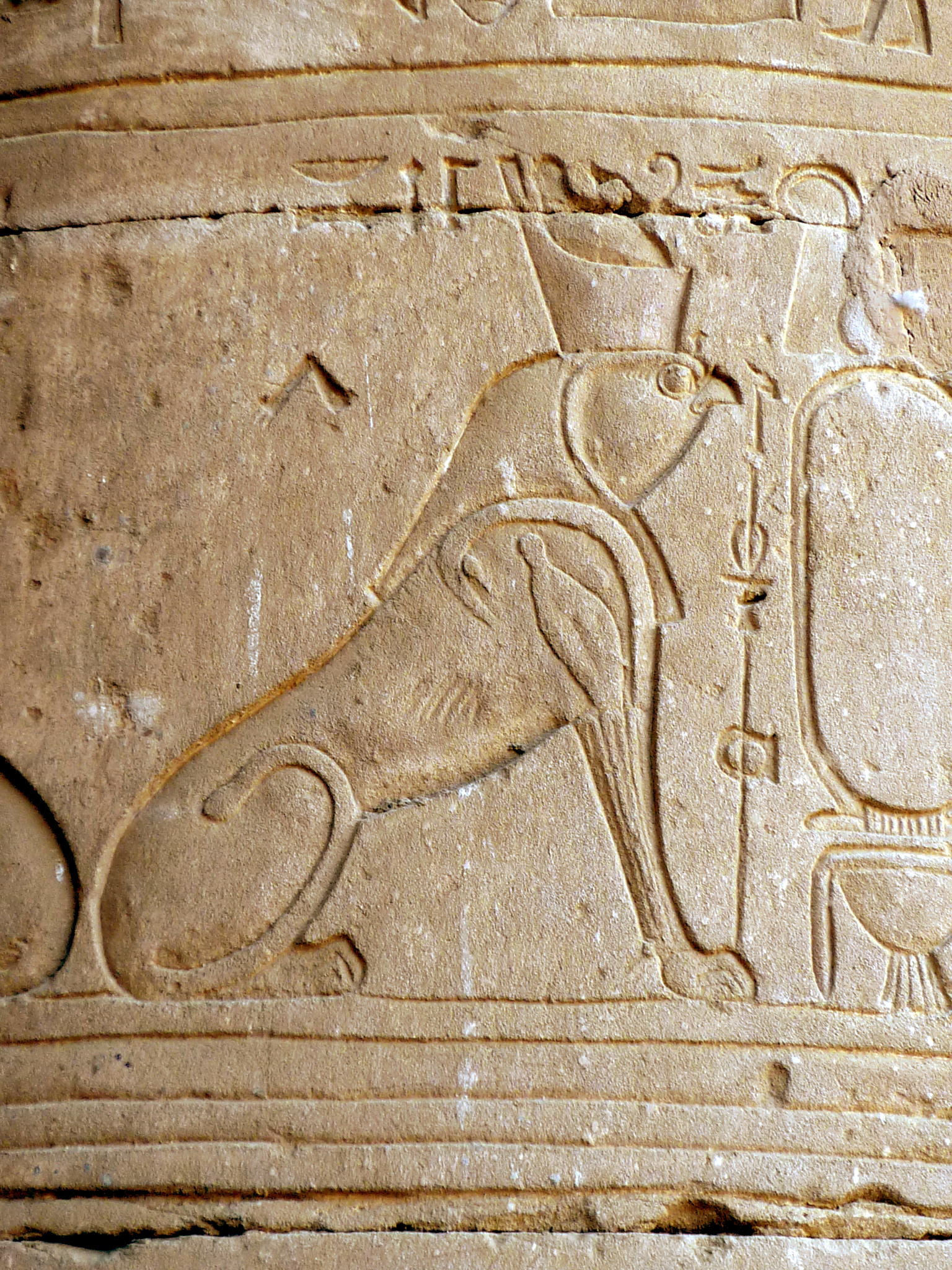
Relieve de Horus en Edfu.

Hieracoesfinge es el nombre de una bestia mítica, un grifo o quimera cuyas representaciones se han encontrado en manifestaciones escultóricas de Egipto y la heráldica europea. Tiene el cuerpo de león y la cabeza aguileña del grifo, que es la de un halcón en Egipto (Horus). El nombre fue acuñado por Heródoto después de ver las esfinges con cabeza de halcón en Egipto. Existe otro tipo de esfinge con cabeza de carnero, que Heródoto llama crioesfinges (criosphinx) y la de cabeza humana llamada androesfinge (androsphinx). La hieracoesfinge es tomada por algunos como un augurio del mal.